# Det Kongelige Bibliotek

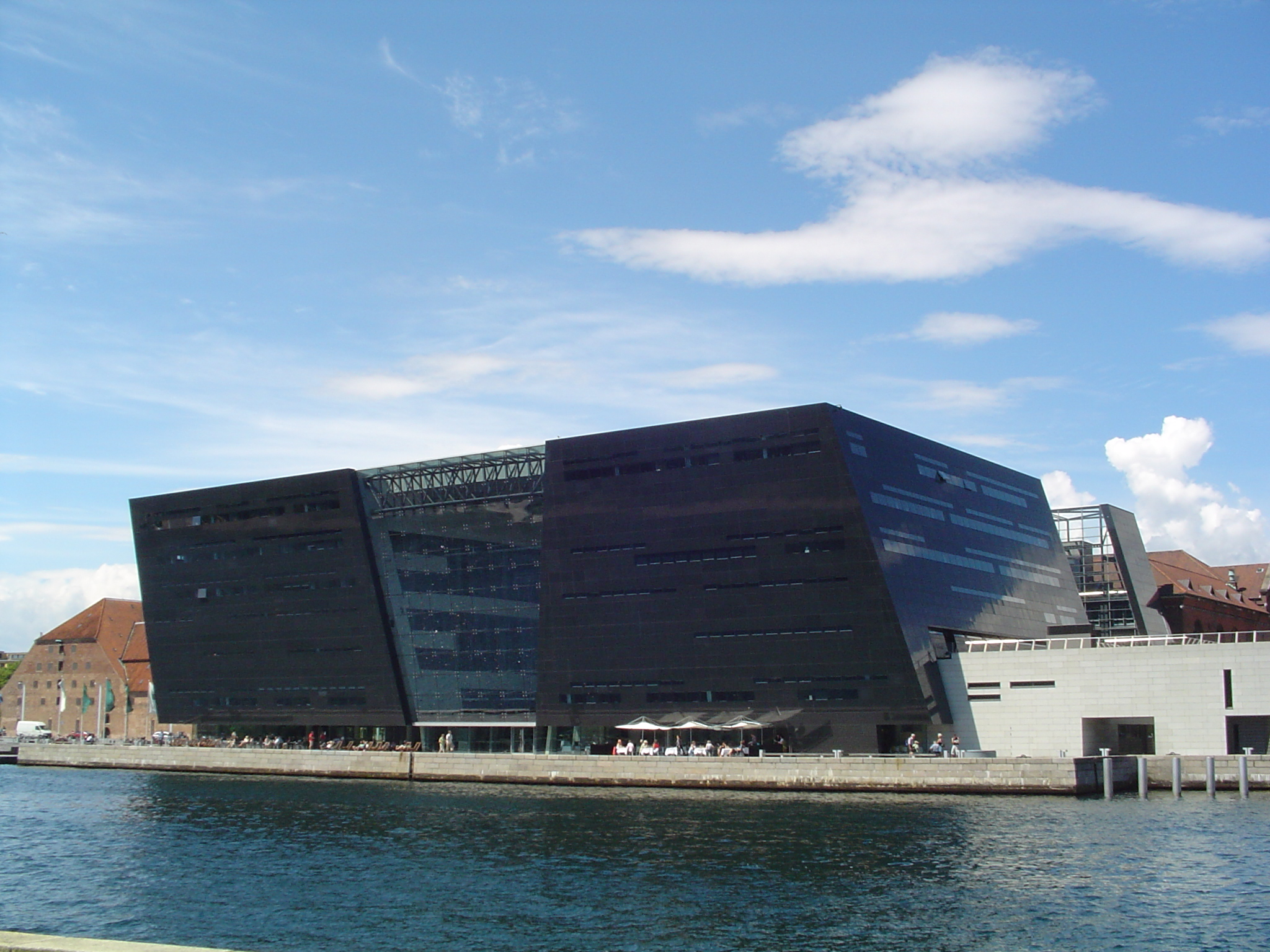
Den Sorte Diamant i Köpenhamn.

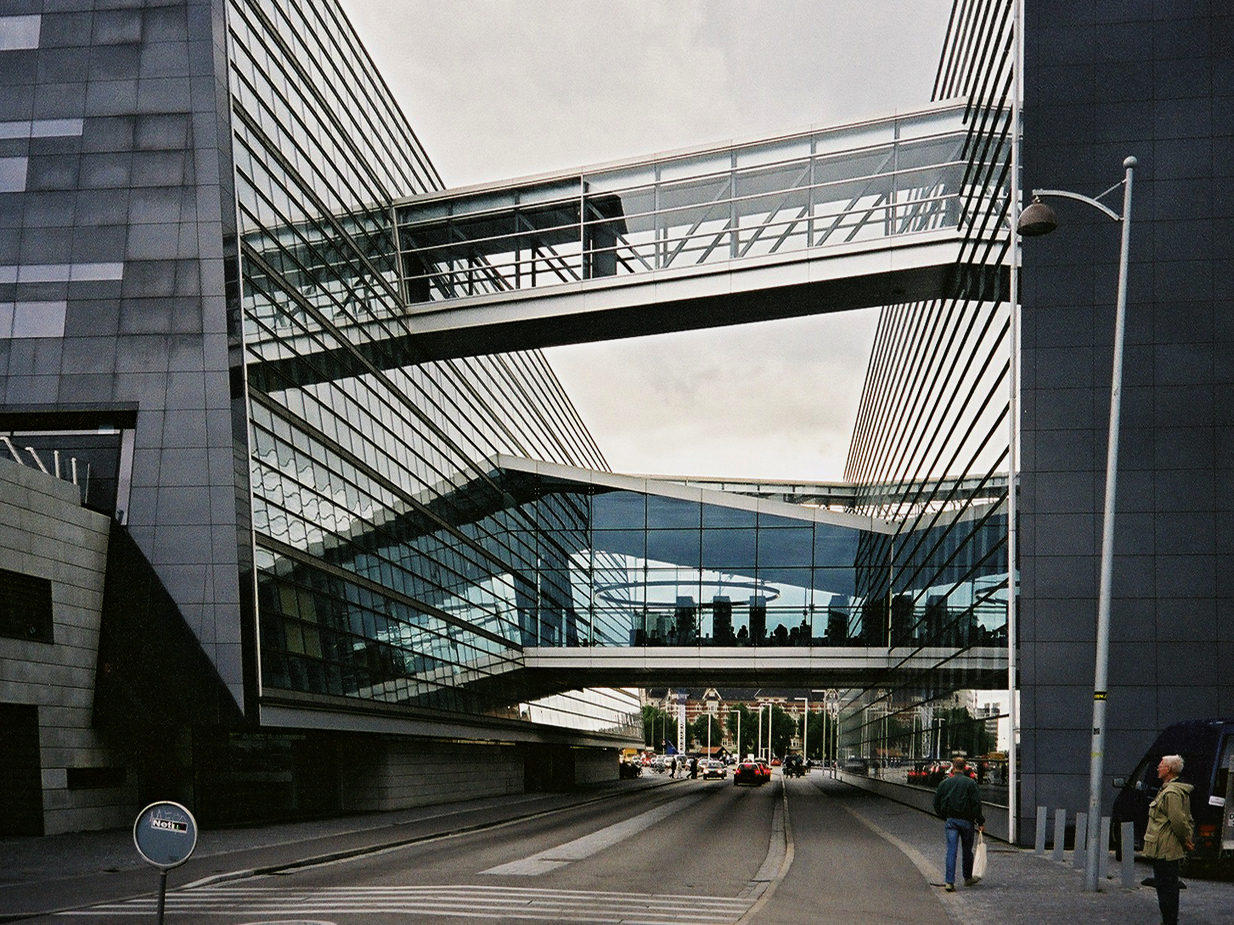
Gångbroar mellan nya och gamla biblioteket.

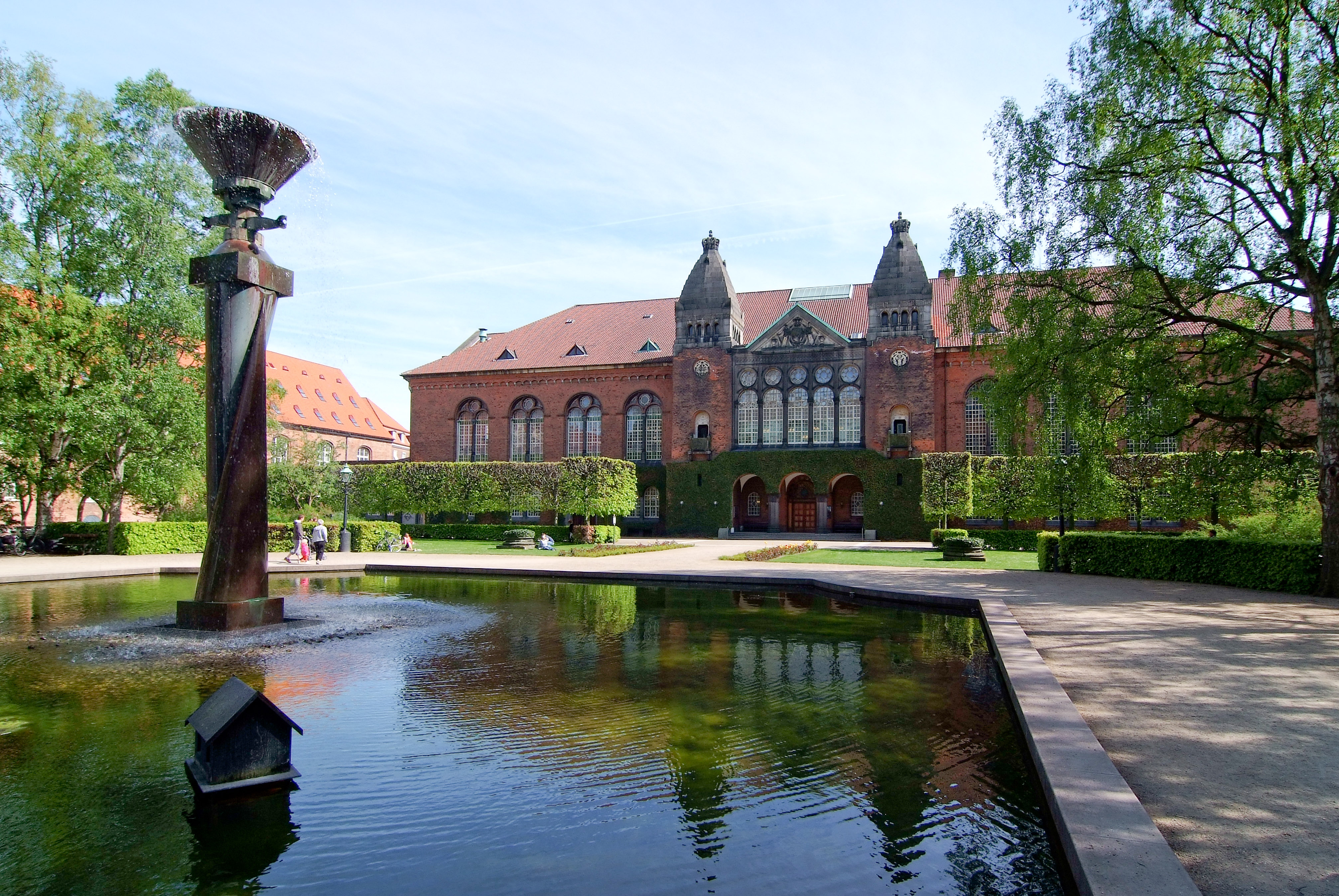
Det Kongelige Biblioteks gamla byggnad från 1906.

Det Kongelige Bibliotek är ett bibliotek i centrala Köpenhamn i Danmark. Biblioteket utgör, tillsammans med Statsbiblioteket, Danmarks nationalbibliotek och ligger på Slotsholmen mellan Christiansborgs slott och Köpenhamns hamninlopp. Biblioteket ansvarar för utgivningen av nationalbibliografin och har landets mest kompletta samling av böcker tryckta i Danmark och utländska böcker om Danmark. Där finns även ett exemplar av Gutenbergs Bibel och av Dalbyboken.
Den Sorte Diamant ("Den svarta diamanten") är en tillbyggnad till biblioteket. Byggnaden stod färdig 1999 och är ritad av arkitektbyrån Schmidt Hammer Lassen. Fasadmaterialet är granit av sorten absolut svart, bruten i Zimbabwe.